# Cayetano Santos Godino
Cayetano Santos Godino   (Buenos Aires, 31 d'octubre de 1896 - Ushuaia, 15 de novembre de 1944), conegut popularment com «El Petiso Orejudo», fou un jove homicida argentí catalogat com un dels sociòpates més destacats en la història del país. A principis del segle xx, Godino va perpetrar la mort de quatre infants, va intentar assassinar set persones i va provocar set incendis premeditats.

## Biografia

### Infància
La família Godino va arribar a Buenos Aires l'any 1888, procedent de la localitat de San Demetrio Coroni, a la província calabresa de Cosenza, Itàlia. Fiore i Lucía Godino, amb l'esperança d'una nova vida, van triar l'Argentina com a nou destí.
Fiore, el pare de Cayetano Santos Godino, va tenir un paper determinant en la configuració de la personalitat del que esdevindria el primer assassí en sèrie de la història policial argentina. Alcohòlic i maltractador, Fiore havia contret sífilis abans del naixement de Cayetano, cosa que va provocar que el nen vingués al món amb greus problemes de salut. De fet, durant els seus primers anys de vida, Cayetano va estar diverses vegades a la vora de la mort a causa d'una enteritis. Al llarg de tota la seva infantesa, Cayetano va ser víctima de forts cops i maltractaments constants per part del seu pare.
Cayetano no va ser l'únic descendent d'aquesta unió familiar que patiria greus patologies. El seu germà, Antonio, era epilèptic i, emulant el seu pare, va esdevenir un alcoholdependent crònic. Posteriorment, Antonio es va unir a Fiore en els càstigs infligits al seu germà menor.
La infància de Cayetano Godino es va caracteritzar per una vida errant al carrer. A partir dels cinc anys, va assistir a diverses escoles, de les quals sempre va ser expulsat a causa de la seva manca d'interès en els estudis i el seu comportament rebel. L'escenari principal de les seves activitats i de la seva posterior carrera criminal van ser els terrenys erms i els conventillos dels barris d'Almagro i Parque Patricios. En aquella època, aquestes zones encara es trobaven als afores de la pampa, sent una àrea amb finques de descans, però també un raval poblat per pagesos i immigrants.

#### Primers casos
- Miguel Depaola: El 28 de setembre del 1904, amb només set anys, Cayetano Godino va enganyar Miguel Depaola, de gairebé dos anys, per portar-lo a un terreny erm. Allà, el va agredir i el va llançar sobre un munt d'espines. Un policia que passava per la zona va presenciar els fets i va portar els dos nens a la comissaria, des d'on van ser recollits més tard per les seves respectives mares.[1]

- Ana Neri: L’any següent, Godino agredeix una nena veïna de tan sols divuit mesos. La duu fins a un terreny erm, on li propina múltiples cops al cap amb una pedra. Un agent de policia intervé oportunament, posa fi a l’agressió i procedeix a detenir-lo. Tanmateix, atesa la seva curta edat, és posat en llibertat la mateixa nit.[1]

- María Rosa Face El 29 de març del 1906 tingué lloc el que posteriorment seria identificat com el primer assassinat comès per Godino, tot i que va passar inadvertit en aquell moment i només va sortir a la llum anys més tard, arran de la seva pròpia confessió davant les autoritats. Segons el seu relat, aquell any va raptar una nena d’uns tres anys i la conduí fins a un terreny erm situat al carrer Rio de Janeiro, on intentà escanyar-la. Tot seguit, la soterrà viva en una rasa que va cobrir amb llaunes. Quan les autoritats van tenir coneixement dels fets, es dirigiren a l’indret indicat, però constataren que s’hi havia construït un edifici de dos pisos. Tanmateix, a la desena comissaria constava una denúncia de desaparició datada del 29 de març de 1906, corresponent a una nena de tres anys anomenada María Rosa Face. La menor desapareguda mai no va ser trobada.

El 5 d'abril de 1906, a penes alguns dies després de cometre el seu primer assassinat, Godino va ser denunciat pel seu pare en descobrir que havia martiritzat a alguns ocells domèstics. Fiore troba dins d'una sabata del seu fill un ocell mort i, sota el seu llit, una caixa on guarda els cadàvers d'altres ocells. A continuació es reprodueix l'acta que en aquella ocasió va ser aixecada.
| « | A la Ciutat de Buenos Aires, als 5 dies del mes d'abril de l'any 1906, va comparèixer una persona davant el infrascripto Comissari de Recerques, el que previ jurament que en legal forma va prestar, al sol efecte de justificar la seva identitat personal, va dir dir-se Fiore Godino, ser italià, de 42 anys d'edat, amb 18 de residència al país, casat, faroner i domiciliat al carrer 24 de Novembre 623. De seguida va expressar: que tenia un fill anomenat Cayetano, argentí, de 9 anys i 5 mesos, el qual és absolutament rebel a la repressió paternal, resultant que molesta a tots els veïns, llançant-los rebles o injuriant-los; que desitjant corregir-ho en alguna forma, recorre a aquesta Policia perquè ho reclogui on cregui oportú i per al temps que vulgui. Amb el que va acabar l'acte i prèvia íntegra lectura, es va ratificar i va signar. Fdos: Francisco Laguarda, comissari. Fiore Godino. Es va resoldre detenir al menor Cayetano Godino i es va remetre comunicat a la Alcaidía Segona Divisió, a la disposició del senyor cap de policia. | » |

Cayetano Godino va romandre reclòs durant poc més de dos mesos i, un cop alliberat, va tornar a deambular pels carrers. Atès que ja no assistia a l'escola, reprengué la seva vida errant i desvagada.

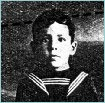
Severino González Caló, a qui va intentar assassinar.

- Severino González Caló: El 9 de setembre de 1908, Cayetano Godino va conduir el petit Severino González, de només dos anys, fins a un celler situat davant del Col·legi del Sagrat Cor. Allà, el va submergir en una pileta destinada als cavalls i la va cobrir amb una taula, amb la intenció d’ofegar-lo. No obstant això, el propietari de l’establiment, Zacarías Caviglia, descobrí la temptativa a temps. Davant la confrontació, Godino s’excusà afirmant que el nen havia estat portat fins allà per una dona vestida de negre, de la qual proporcionà detalls concrets. Tot i això, fou conduït a la comissaria, d’on va ser recollit l’endemà.
- Julio Botte: Sis dies més tard, el 15 de setembre, al domicili situat al número 632 del carrer Colombres, Cayetano Godino crema amb un cigarret les parpelles de Julio Botte, un infant de només 22 mesos. L’agressió és presenciada per la mare del nen, qui intervé, però Godino aconsegueix fugir abans de ser detingut.

El 6 de desembre, Fiore i Lucía Godino, esgotats pels constants conflictes provocats pel seu fill Cayetano —que en aquell moment tenia 12 anys—, decideixen novament entregar-lo a la policia. Aquesta vegada, les autoritats el destinen a la Colònia de Menors Marcos Paz, on hi roman durant tres anys. Durant aquest període, assisteix a classes i adquireix coneixements bàsics de lectura i escriptura. No obstant això, la seva estada al reformatori, lluny de redimir-lo, el va endurir encara més. El 23 de desembre del 1911 és alliberat i torna als carrers convertits en un delinqüent fred i encara més perillós. El seu alliberament sembla haver estat gestionat pels seus pares, amb qui reprèn la convivència. En un intent desesperat per redreçar-lo i allunyar-lo del seu camí criminal, li aconsegueixen feina en una fàbrica. Malauradament, només aconsegueix mantenir aquest lloc durant tres mesos.
Novament, Godino reprèn la seva vida errant pels carrers; però, a diferència d’abans, aquesta vegada no es limita als barris que li són familiars. Les seves deambulacions el porten a freqüentar ambients marginals i individus de dubtosa reputació, propis dels sectors més degradats moralment de la creixent ciutat de Buenos Aires. Paral·lelament, comença a patir intensos mals de cap que, segons ell mateix declararia, es transformaven en un impuls irrefrenable de matar, especialment després d’haver consumit alcohol.

### 1912
El 17 de gener del 1912 Cayetano, qui ja és conegut als carrers amb el sobrenom de Petiso Orellut, s'introdueix en un celler de l'avinguda Corrents, carrer Corrents i dona regna a una altra de les seves grans passions; el foc. L'incendi que provoca triga quatre hores a ser sufocat pels bombers. Després del seu arrest declararia:
| « | M'agrada veure treballar als bombers… És bufó veure com cauen en el foc. | » |

- Arturo Laurora: El 26 de gener del 1912, el cos sense vida d’Arturo Laurora, un noi de 13 anys, fou trobat en una casa desocupada i disponible per al lloguer, situada al carrer Pavón. El cadàver es presentava amb evidents signes de violència: estava colpejat, seminú i amb un cordill lligat al voltant del coll, indici clar d’estrangulament. La seva desaparició havia estat denunciada feia tot just un dia. Posteriorment, Cayetano Godino reconegué davant les autoritats ser l’autor d’aquest crim.[2]
- Reyna Bonita Vaínicoff: El 7 de març del 1912, Cayetano Godino va incendiar la roba d’una nena de cinc anys. La menor, greument ferida per les cremades, va ser ingressada a l’Hospital de Nens, on va morir després de setze dies d’agonia.
- Durant els mesos següents de l’any 1912, Godino provocà dos incendis més que, tot i causar alarma, foren ràpidament controlats pels bombers, evitant així qualsevol pèrdua humana.
- El 24 de setembre del 1912, mentre treballava en un celler propietat de Paulino Gómez, Godino va matar una egua amb tres punyalades. No fou detingut degut a la manca de proves concloents.
- Pocs dies després, Godino provocà un incendi a l’estació Vail, ubicada a l’encreuament dels actuals carrers Carlos Calvo i Oruro, propietat de la companyia de tramvies Anglo-Argentina. L’incendi fou ràpidament controlat pels bombers, evitant conseqüències majors.
- Roberto Russo: El 8 de novembre del 1912, Godino enganyà Roberto Russo, un infant de dos anys, convencent-lo perquè l’acompanyés fins a un magatzem amb la promesa de comprar-li caramels. En realitat, el conduí fins a un camp d’alfals a poques quadres de distància, on li lligà els peus i el penjà amb un tros de corda que utilitzava per lligar-se els pantalons. La situació fou descoberta per un treballador del camp, que immediatament alertà les autoritats. En la seva declaració, Cayetano afirmà que havia trobat el nen lligat i que intentava rescatar-lo quan foren sorpresos. Per manca de proves concloents, fou posat en llibertat.
- Carmen Ghittone: El 16 de novembre del 1912, en un terreny erm ubicat a la confluència dels carrers Degà Funes i Chiclana, Godino intentà agredir a Carmen Ghittone, una nena de tres anys. La intervenció d’un vigilant va frustrar l’atac, que permet que Godino fugís abans de ser capturat.
- Catalina Naulener: Dies després, el 20 de novembre, Godino segresta a la cantonada dels carrers Muñiz i Sant Joan la nena Catalina Naulener, de cinc anys. Intenta conduir-la fins a un terreny erm al carrer Directori, però la menor es resisteix a seguir-lo. Davant aquesta reacció, Godino perd el control i la colpeja. L’amo de la casa situada al número 78 de Sant Joan intervé immediatament, fet que permet que Godino escapi novament.

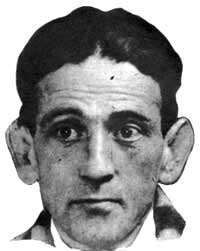
Cayetano Godino en l'època de la seva estada en el penal de Ushuaia.

- Gesualdo L’últim crim atribuït a Godino és, probablement, el més ben documentat de tota la seva trajectòria. El 3 de desembre del 1912, la seva víctima, una nena de tan sols tres anys, sortí com cada matí després d’esmorzar amb els seus pares des de la seva residència al carrer Progrés 2185 per reunir-se amb els companys per jugar. Aquell mateix matí, malgrat els habituals crits del seu pare, Cayetano Godino abandonà el seu domicili situat al carrer Urquiza 1970. Després de deambular una estona pels carrers, Godino trobà el grup de nens jugant al carrer Progrés i s’hi incorporà sense aixecar sospites, aprofitant el seu aspecte amable que li permetia guanyar la confiança de les seves víctimes. Poc després, aconseguí convèncer a Gesualdo perquè l’acompanyés a comprar caramels. Abans, havia intentat sense èxit convèncer Marta Pelossi, de dos anys, però aquesta, espantada, es refugià a casa seva. Finalment, l’infant i l’agressor es dirigiren sense dificultats al magatzem situat al carrer Progrés 2599, on compraren dos centaus de caramels de xocolata. De seguida, el nen reclamà la quantitat adquirida, però Godino, impassible, resolgué dosificar-los: li permeté menjar-ne alguns i li prometé la resta si acceptava acompanyar-lo fins a un indret allunyat, conegut com la Cinquena Moreno (on actualment s’aixeca l’Institut Bernasconi).

Un cop a l’entrada de la finca, el nen començà a plorar i es resistí a entrar. Malgrat això, Godino, decidit i sense cap signe de dubte, l’agafà amb força pels braços i el conduí a l’interior de la Cinquena, on l'encabí en un racó proper a un forn de maons. L’enderrocà amb violència contra la paret i el subjectà posant-li el genoll dret sobre el pit. Coneixedor del mecanisme, Godino s’adreçà al seu cinturó, on portava un piolí —un llaç de cotó utilitzat en l’obra de paleta per sostenir les plomades—, i començà a enrotllar-lo al voltant del coll de Gesualdo, donant-li tretze voltes amb la corda, amb la intenció d’estrangular-lo. Quan el menor intentà aixecar-se, Godino lligà les seves mans i peus, tallant la corda amb un llumí encès. Tot seguit, tornà a intentar asfixiar-lo amb el cordill, però el nen resistí amb força la mort imminent.
Buscant un altre mètode per posar fi a la vida de la víctima, Godino es dedicà a trobar alguna eina que li fos útil. Aquesta recerca el conduí a l’exterior del local, on es trobà amb el pare de Gesualdo, qui li preguntà pel parador del seu fill. Godino negà haver-lo vist i li suggerí que es dirigís a la comissaria més propera per formalitzar una denúncia. Aprofitant aquesta distracció, conegut com "l’Orellut", Godino trobà un vell clau d’uns 10 centímetres. Tornà amb l’eina al costat de la víctima i, utilitzant una pedra com a martell, li clavà el clau a la templa del nen moribund. Finalment, cobrí el cos amb una làmina vella de zinc i fugí de l’escena del crim.
Aquella mateixa nit, durant la vetlla del cadàver de la seva víctima, Godino es presentà al lloc. Després d’observar durant un temps el cos sense vida de Gesualdo, fugí plorant. Segons declarà més tard, el seu propòsit era comprovar si el clau continuava encastat al cap del nen. Per a la seva mala fortuna, dos policies —el subcomissari Peire i el principal Ricardo Bassetti— havien relacionat aquest cas amb altres fets anteriors. Aquella mateixa matinada, 4 de desembre del 1912, van irrompre a la residència dels Godino i arrestaren Cayetano. En les seves butxaques es trobà un exemplar recent d’un diari que relatava els detalls de l’assassinat, així com restes del piolí que havia utilitzat per penjar Gesualdo als pantalons de Godino.

## Condemna
Després de la seva detenció, Godino va confessar quatre homicidis i diverses temptatives d’assassinat. El novembre del 1914, el jutge penal de sentència, Dr. Ramos Mejía, el va absoldre considerant-lo penalment irresponsable i va ordenar que les actuacions es remetés al jutjat civil per formalitzar la seva internació per temps indefinit. En conseqüència, fou reclòs a l’Hospici de les Mercès, concretament al pavelló d’alienats delinqüents. Durant la seva estada, atacà dos pacients —un invàlid al llit i un altre en cadira de rodes— i posteriorment intentà fugir. Arran de l’apel·lació d’aquesta decisió, la Cambra d’Apel·lacions en el criminal va resoldre per unanimitat que Santos Godino fos confinat en una penitenciària per temps indefinit, mentre no existissin asils adequats per al seu tractament. Per aquest motiu, fou traslladat a la Penitenciària Nacional del carrer Les Heras, on finalment quedà arrestat.

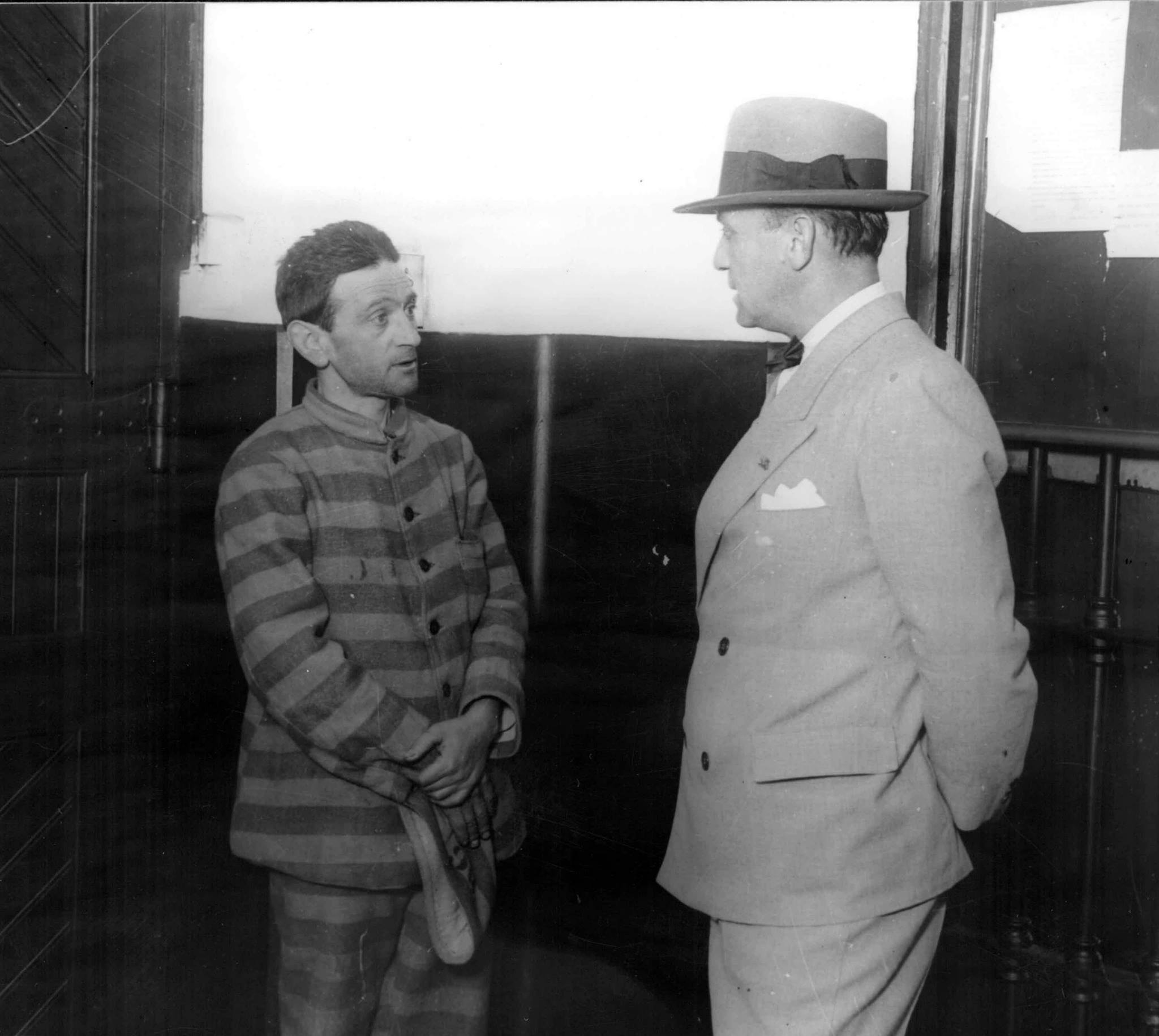
Santos Godino en el penal de Ushuaia.

Deu anys després, l’any 1923, Godino fou traslladat al Penal d’Ushuaia, a Terra del Foc, conegut popularment com la “Presó del Fi del Món”. El 1927, els metges del penal, basant-se en estudis totalment infundats i pseudocientífics com els de Lombroso, atribuïren la seva suposada maldat a les seves orelles. Per aquest motiu, li practicaren una cirurgia estètica amb l’objectiu d’aplanar-les o “acovardir-les”
Aquest tractament radical, però, no tingué cap efecte ni canvià el seu comportament.
L’any 1936, Godino sol·licità la llibertat, però aquesta li fou denegada. Els informes mèdics elaborats pels doctors Negri i Estel, així com pels doctors Esteves i Cabred, conclogueren que «és un imbècil o un degenerat hereditari, pervers instintiu i extremadament perillós per a les persones que l’envolten». Sobre la seva vida com a reclòs se’n coneix molt poc, només algunes anècdotes puntuals. Per exemple, l’any 1933, va provocar la ira dels altres presos quan matà el gat, mascota del penal, llençant-lo juntament amb troncs al foc. Com a represàlia, fou agredit brutalment i va haver de romandre més de vint dies hospitalitzat abans de poder sortir.

## Defunció
Godino va suportar els llargs anys de reclusió en solitud absoluta: sense amics, sense visites ni correspondència, i va morir sense mostrar cap signe de remordiment. Les circumstàncies que envolten la seva defunció, ocorreguda a Ushuaia el 15 de novembre de 1944, continuen sent difuses i poc clares. Tot i que es presumeix que la causa de la mort va ser una hemorràgia interna derivada d’un procés ulcerós gastroduodenal, també és sabut que havia patit maltractaments greus i que, amb freqüència, fou víctima de violència sexual durant la seva estada a la presó. Segons algunes versions, els policies del penal haurien afirmat que Godino no va morir per causes naturals, sinó a mans dels mateixos reclusos. Aquests l’haurien colpejat fins a la mort en venjança per haver matat el gat que els presos consideraven mascota.
El penal d’Ushuaia fou finalment clausurat l’any 1947. Quan es procedí a l’eliminació del cementiri, es va constatar que les restes òssies d’aquest assassí en sèrie havien estat saquejades.

## Informes mèdics

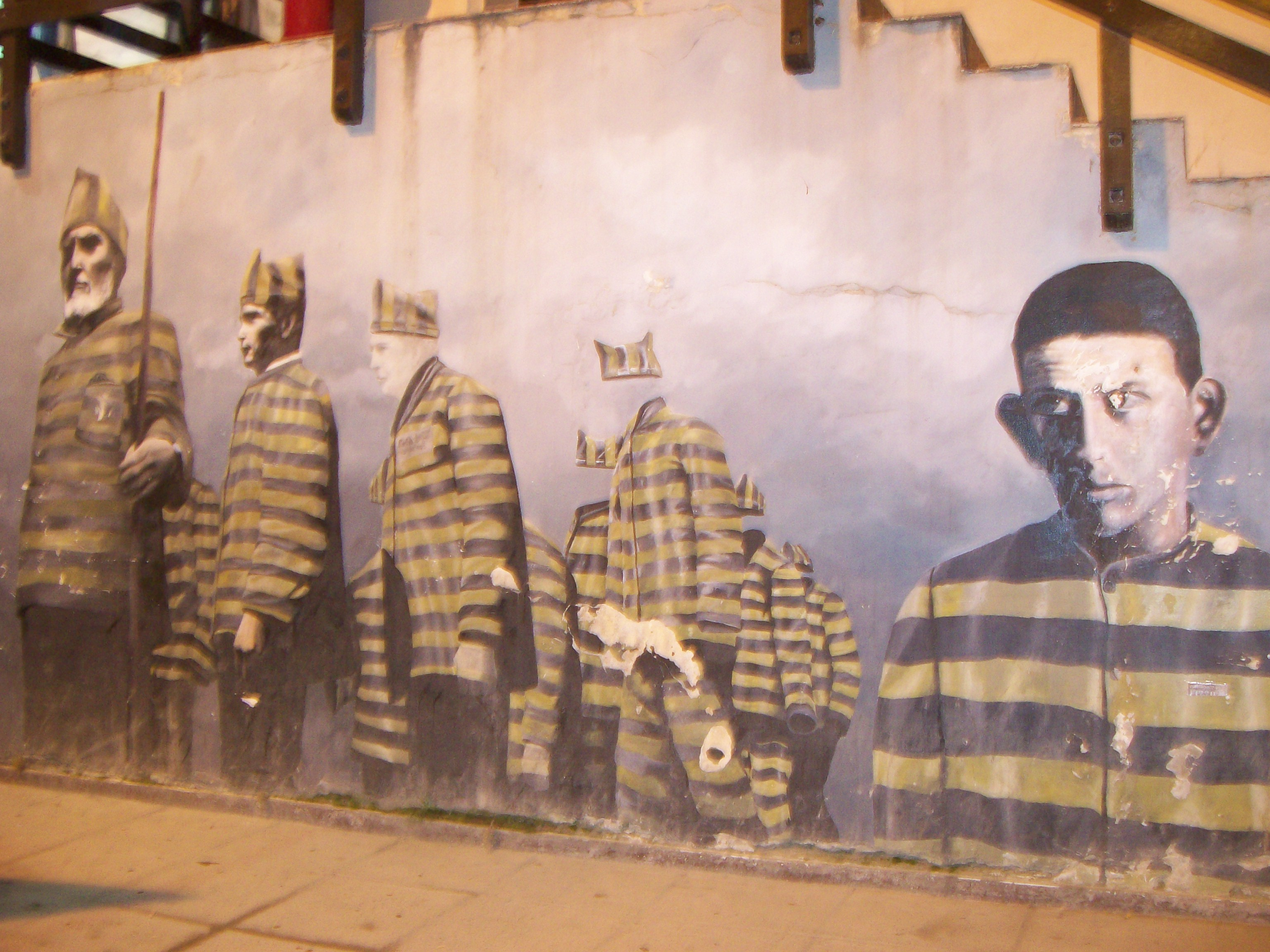
Mural amb el retrat de Cayetano Santos Godino en Ushuaia (l'Argentina).

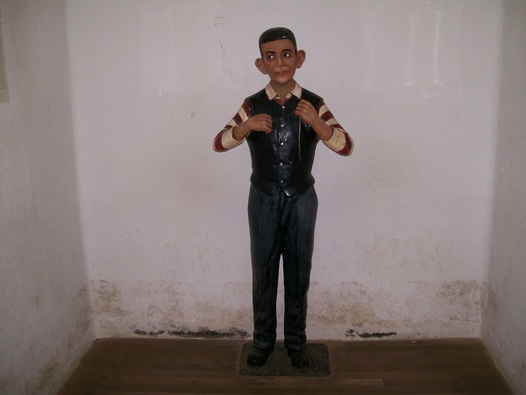
Reproducció a grandària natural del Petiso Orellut en la seva cel·la.

Els documents següents són resums dels informes mèdics que es conserven a l'Arxiu General dels Tribunals de Buenos Aires, Secció Penal, lligall núm. 2255 Criminal, segon cos, folis 213-260.

### Informe Negri-Estel (31 de gener de 1913)
| « | El processament Godino és un alienat mental o insà o dement, en les accepcions legals. - És un degenerat hereditari, imbècil que sofreix la bogeria moral, per definició, molt perillosa. - És irresponsable. | » |

### Informe de Víctor Mercante (24 de febrer de 1913)
| « | - Cayetano Santos Godino no sap llegir, escriu tan sols la seva signatura i coneix els números fins a 100. Posseeix una suma de coneixements generals molt dolenta, obtinguts per educació reflexa. - És un noi absolutament inadaptable a l'escola comuna; només amb educació individual hauria pogut aconseguir algun èxit. - S'ha desembolicat en un mitjà desfavorable a la formació d'una conducta correcta. - Prevalen en ell els instints primaris de la vida animal amb una activitat poc comuna, mentre que els socials estan poc menys que atrofiats. És un tipus agressiu, sense sentiments i inhibició, la qual cosa explica la seva inadaptabilitat a la disciplina didàctica. - Ofereix del punt de vista físic, diversos estigmes degeneratius, els més característics del tipus criminal. - Els seus sentits i la capacitat per a conèixer, no ofereixen anomalies, es presenten normals; així mateix, normals les seves capacitats psíquiques, si bé inestable l'atenció per falta de direcció afectiva. - En canvi, ofereix com a estigma fonamental de la seva vida moral, la idiotesa afectiva; els sentiments socials, directrius de l'acció, són poc menys que nuls. - De manera que els seus estats de consciència contenen normalment, tots els elements menys un, fonamental que la desequilibra, l'afectiu, que és alguna cosa així com el timó de la conducta. | » |

### Informe Ernesto Nelson (1 d'abril de 1913)
| « | Godino és un cas de degeneració agreujada per l'abandó social de què ell ha estat víctima, i que per tant no pot fer-se-li responsable dels seus crims, tot i que la seva llibertat seria perillosa. | » |

### Informe Esteves - Cabred (29 de maig de 1913)
| « | * Que Cayetano Santos Godino es troba atacat d'alienació mental. - Que la seva alienació mental revesteix la forma d'imbecil·litat. - Que aquesta imbecil·litat és incurable. - Que Godino és totalment irresponsable dels seus actes. - Que presenta nombroses anomalies físiques i psíquiques. - Que manca de condicions per al treball disciplinat. - Que té noció de la responsabilitat dels seus actes, la qual cosa s'observa en molts alienats - Que és un impulsiu conscient i extremadament perillós per als quals l'envolten. - Que ha de romandre, indefinidament, aïllat en el manicomi en què es troba. | » |

## Filmografia
- 2007: El nen de fang, dirigida per Jorge Algora (Madrid, 1963); el Petiso Orellut és representat per l'actor Abel Ayala (1988).